# Лисянка (селище)
Ли́сянка — селище, до листопада 2020 року центр однойменного району Черкащини. Розташована в межах Придніпровської височини та лісостепової зони в долині річки Гнилий Тікич. День міста — перша неділя вересня. Деякі польські автори дотримуються думки, що в Лисянці народився батько Богдана Хмельницького — Михайло Хмельницький.

## Історія

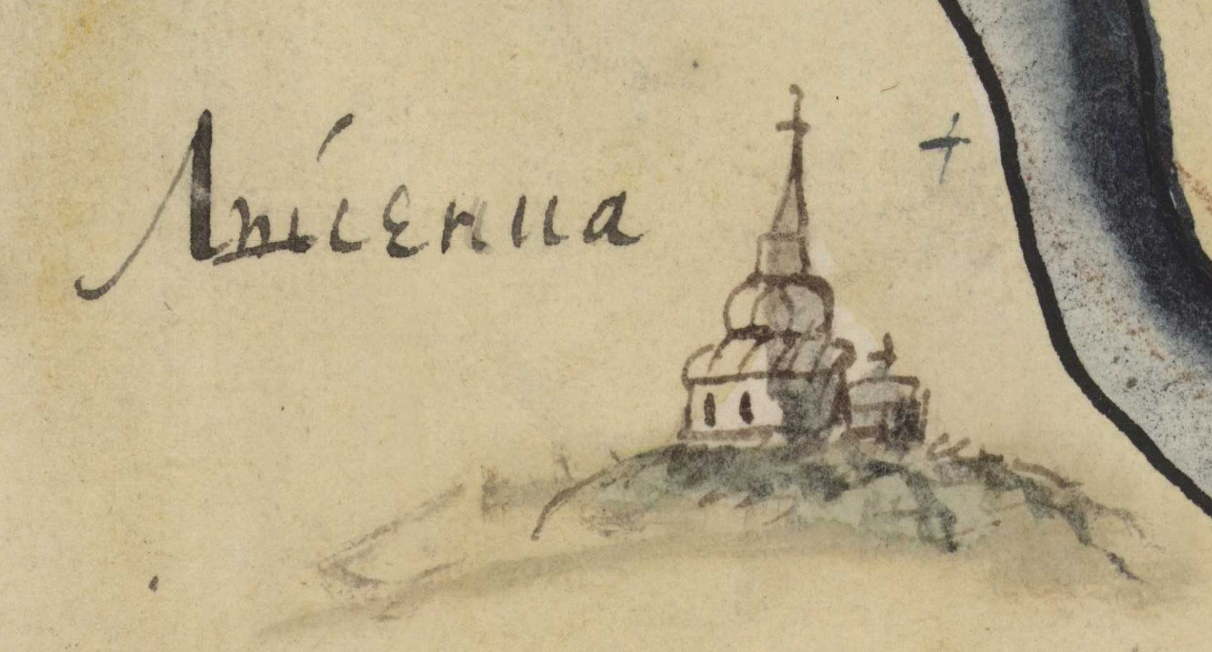
Лисянка на карті XVIII століття

Під час монголо-татарської навали Лисянка і навколишні території були повністю спалені. З того часу люди це місце називають Лисиною, гору на шляху до Черкас — Лисою, річку, що протікає під горою, — Лискою, а відроджене поселення — Лисянкою.
Вперше Лисянку згадують у документах за 1593 рік. Саме того року містечко з навколишніми селами і землями польський король Сигізмунд ІІІ Ваза подарував шляхтичу Валентію Чермінському (зустрічається в описі Александера Валеріана Яблоновського).
1622 року воєводі руському корсунському старості Янові Даниловичу король Сигізмунд ІІІ Ваза видав грамоту, за якою він міг закласти місто Лисянку і надав йому Магдебурзьке право, право обирати собі війта, бурмістра, райців з-поміж міщан. Місто мало було опасоване частоколом з вежами і мала бути збудована ратуша. Базари повинні бути щопонеділка та щоп'ятниці. Після смерті Яна Даниловича (весна 1628 року) Лисянка перейшла до його другій дружини-вдови — Софії Жолкевської.
У 1637 році Миколай Остроруг-«латина» отримав дозвіл короля Владислава IV Вази на випалювання поташу в лісах немирівських і на 12 років в — Лисянці.
1645 року — Лисянка належала Самуелю Єжи Каліновському.
1648 року — Лисянка підтримала Богдана Хмельницького. За тих часів була багатим містом. Мало воно 4 церкви, на передмістю монастир св. Трійці, недавно закладений і сильно укріплений, посвячений 1653 року патріархом Макарієм.
1654 року місто було взяте коронним військом і спалене.
За часів Івана Виговського Лисянка дісталась Костянтинові Виговському.
1674 року тут після того як зазнав поразки від московського війська, перебував брат гетьмана Петра Дорошенка Григорій з татарським військом. Міщани видали Григорія Дорошенка московитам, а татар перебили. Незадовго після цього, коли мешканці почули, що козаки ідуть до Чигирина, вони всі до єдиного з майном і родинами перебрались за Дніпро. Дорошенко застав пусте місто, яке зрівняв із землею. Через 8 років місто знову заселили 800 господарів.
1702 року Самійло Самусь винищив в місті євреїв та шляхту. Війтом був Дмитро Старий.
В січні 1711 р. поблизу Лисянки відбувся бій між армією гетьмана Пилипа Орлика та війська під командуванням генерального осавула Степана Бутовича. У наслідку бою загін Бутовича зазнав поразки, а самого осавула було взято у полон. Ця битва була частиною походу на Правобережжя проти російської влади.

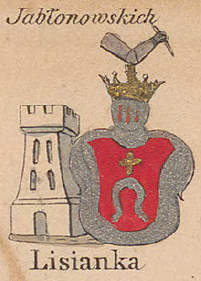
Лисянка Яблоновських на мапі Зигмунда Герстмана

1733 року Александр Яблоновський фундував тут францисканський костел, місце давнього замку віддав о. василіянам і сприяв будівництву нового оборонного замку з вежами. Це сприяло розвитку міста.
1777 року тут було 457 осель. У місті був Свято-Троїцький василіянський монастир (колись православний).
Біля Лисянки є городище. Поблизу нього є ліс «Добрий день», за переказами, там козаки розбили польське військо. Біля Гнилого Тікича знаходиться джерело з мінеральною водою збагаченою залізом, колись тут лікар Сродовський мав водолікарню.
Під час турецької війни (якої з 12 ?) тут бачили стада диких коней з херсонських степів.
Містечко оспіване у творах багатьох письменників, зокрема, Пантелеймона Куліша і Тараса Шевченка.
У часи Другої світової війни містечко понад два роки входило до Корсунського ґебіту. На початку 1944 р. тут проходила Корсунь-Шевченківська операція.
Влітку 1996 року до Лисянки підведено природний газ.

## Населення
У січні 1989 року чисельність населення становила 8858 осіб.
На 1 січня 2013 року чисельність населення становила 8 136 осіб.

### Мова
Рідна мова населення за даними перепису 2001 року:
| Мова            | Чисельність, осіб | Доля     |
| --------------- | ----------------- | -------- |
| Українська      | 7 968             | 97,64 %  |
| Російська       | 160               | 1,96 %   |
| Вірменська      | 20                | 0,25 %   |
| Білоруська      | 4                 | 0,05 %   |
| Румунська       | 2                 | 0,02 %   |
| Німецька        | 1                 | 0,01 %   |
| Інші/Не вказали | 6                 | 0,07 %   |
| Разом           | 8 161             | 100,00 % |

## Пам'ятки природи
В адміністративних межах Лисянської селищної ради розташовані:
- Гнилий Тікич — гідрологічний заказник місцевого значення[7].
- Карлзбад — гідрологічний заказник місцевого значення.
- Лисянський — гідрологічний заказник місцевого значення.
- Лисянський — ІІ — гідрологічний заказник місцевого значення.
- Джерело «Громова вода» — гідрологічна пам'ятка природи місцевого значення.

## Лисянка в культурі
В Лисянці розгортається сюжет повісті Михайла Старицького «Останні орли».

## Персоналії
Народились
- Лео Бірінськи (1884—1951) — драматург, сценарист і режисер єврейського походження.
- Бісновата Рива Давидівна (* 1919 — ?) — радянський український звукорежисер.
- Горбатенко Петро Олександрович — старший лейтенант Збройних Сил України, учасник російсько-української війни.
- Горський Проспер Антонович (1813—1888) — український художник.
- Даник Володимир Олексійович — український поет і прозаїк.
- Коваль Олег Миколайович (1972—2014) — старший лейтенант ЗСУ, загинув у боях за Дебальцеве.
- Кузьменко-Титаренко Іван Дем'янович — український військовий діяч, сотник Армії УНР.
- Кузьмін Віталій Володимирович (1974—2022) — старший солдат Збройних Сил України, учасник російсько-української війни.
- Макушенко Іван Семенович — художник та педагог
- Макушенко Олекса Іванович — підполковник Армії УНР.[9]
- Маловічко Олександр Анатолійович (1980—2023) — головний сержант збройних сил України, учасник російсько-української війни.
- Мартиненко Євгеній Васильович (25.01.2000—24.03.2022) — солдат Збройних сил України, учасник російсько-української війни.
- Михайлюк Юрій Володимирович (* 1989) — капітан ЗСУ, Герой України.
- Омельченко Віктор Семенович (нар 1944) — український перекладач, дипломат, член Національної спілки письменників України (1995).
- Письменний Ярослав Васильович (1982—2022) — старший солдат Збройних Сил України, учасник російсько-української війни, що загинув у ході російського вторгнення в Україну в 2022 році.
- Проценко Тарас Станіславович (1976—2018) — солдат Збройних сил України, учасник російсько-української війни.
- Скрипник Тетяна Олексіївна (1923—2002) — кандидатка історичних наук, доцентка, завідувачка кафедри бібліотекознавства Харківського інституту культури. Авторка книги «Життя прожити — не поле перейти».
- Слешинський Іван Владиславович — польський математик
- Август Доброгост Яблоновський — був похований в монастирі оо. василіян.[10]

поховані
- Стукало Олег Юрійович (1974—2015) — підполковник (посмертно) Збройних сил України, учасник російсько-української війни.

## Галерея

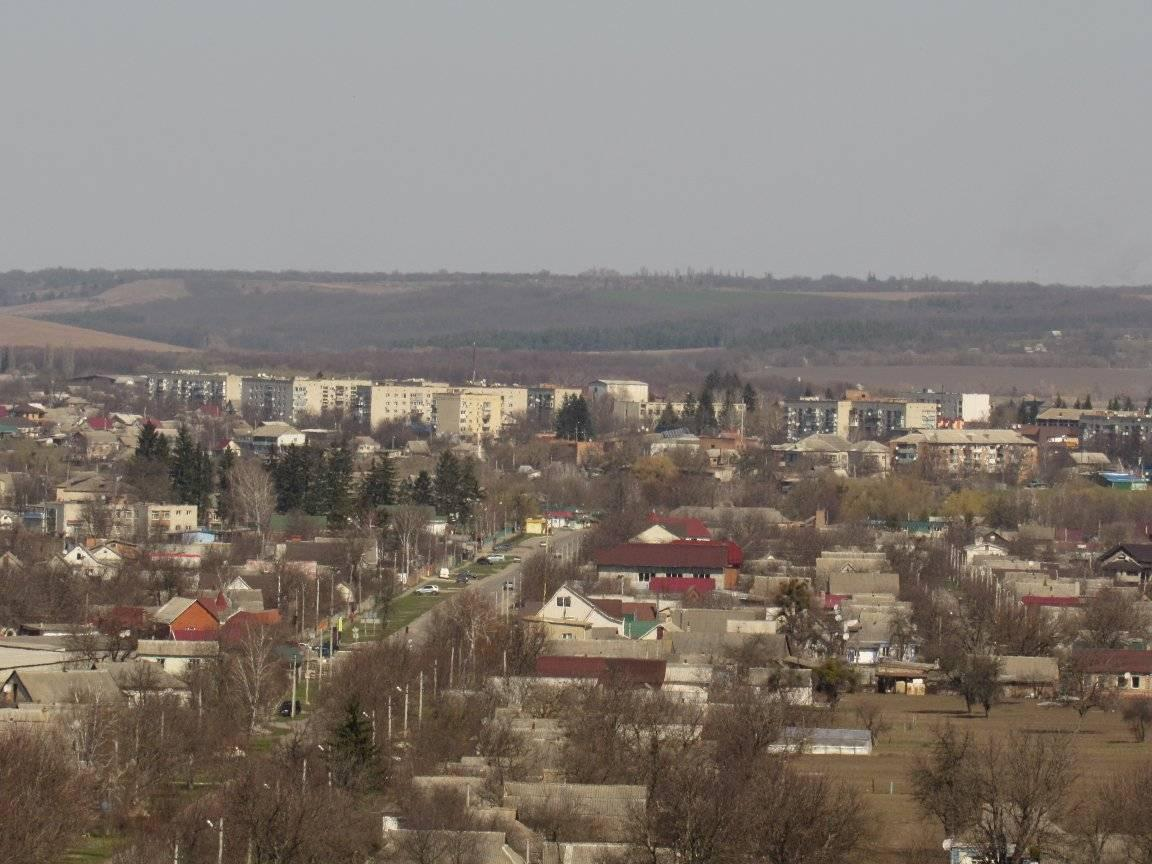
Лисянка. Центр селища

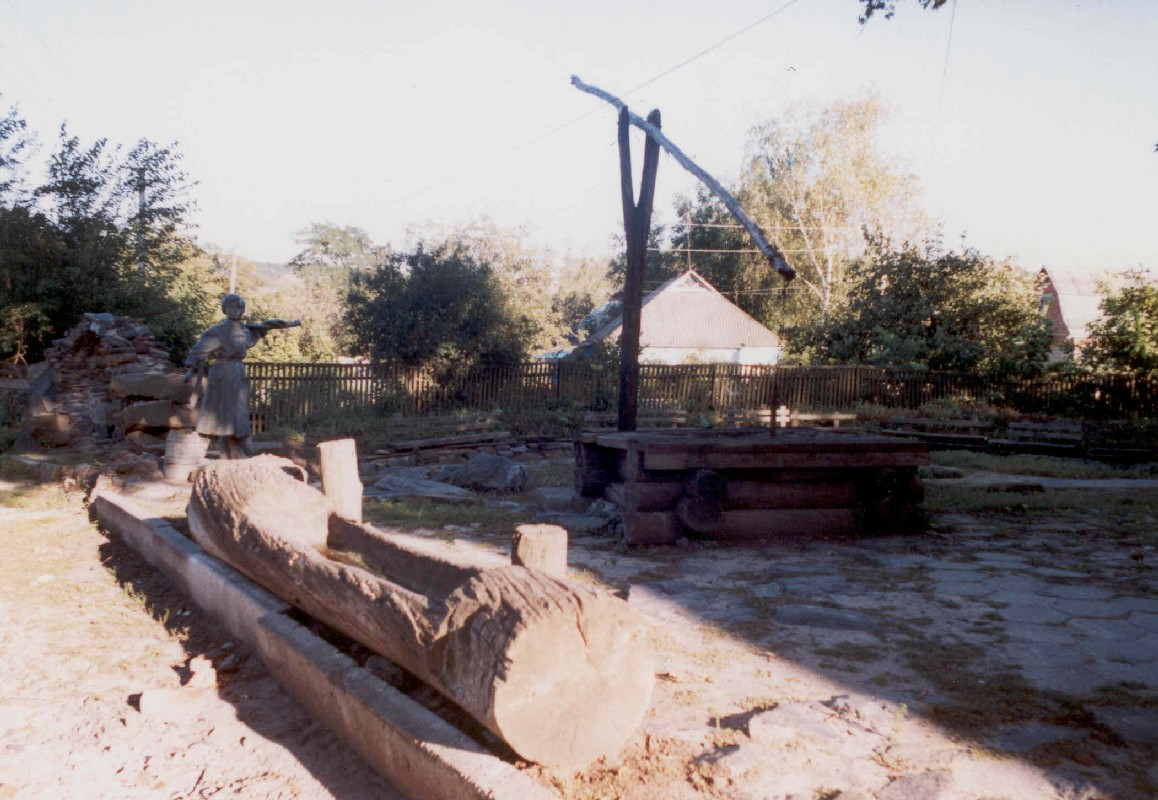
Тарасова криниця
Пам'ятник Шевченку
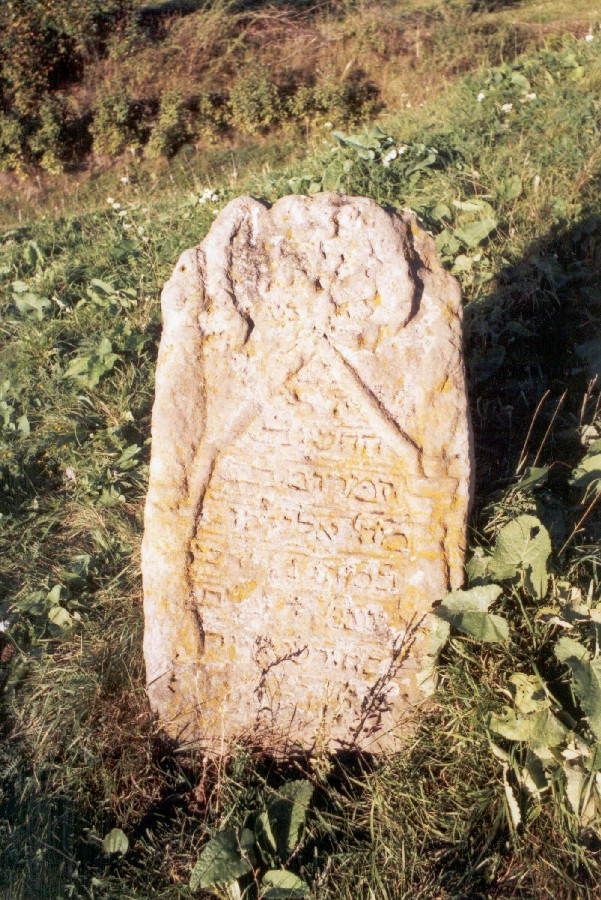
Єврейське кладовище
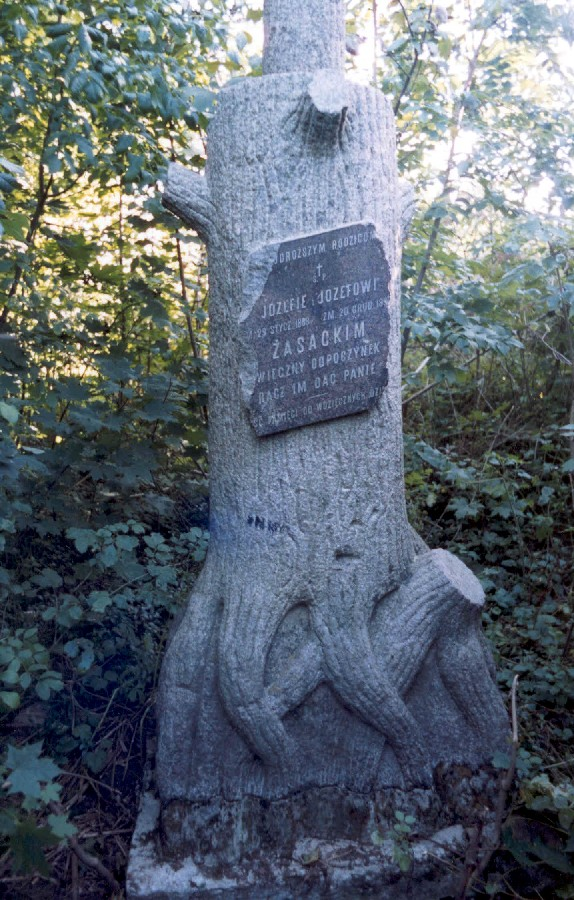
Польське кладовище
Пам'ятник героям ВВВ
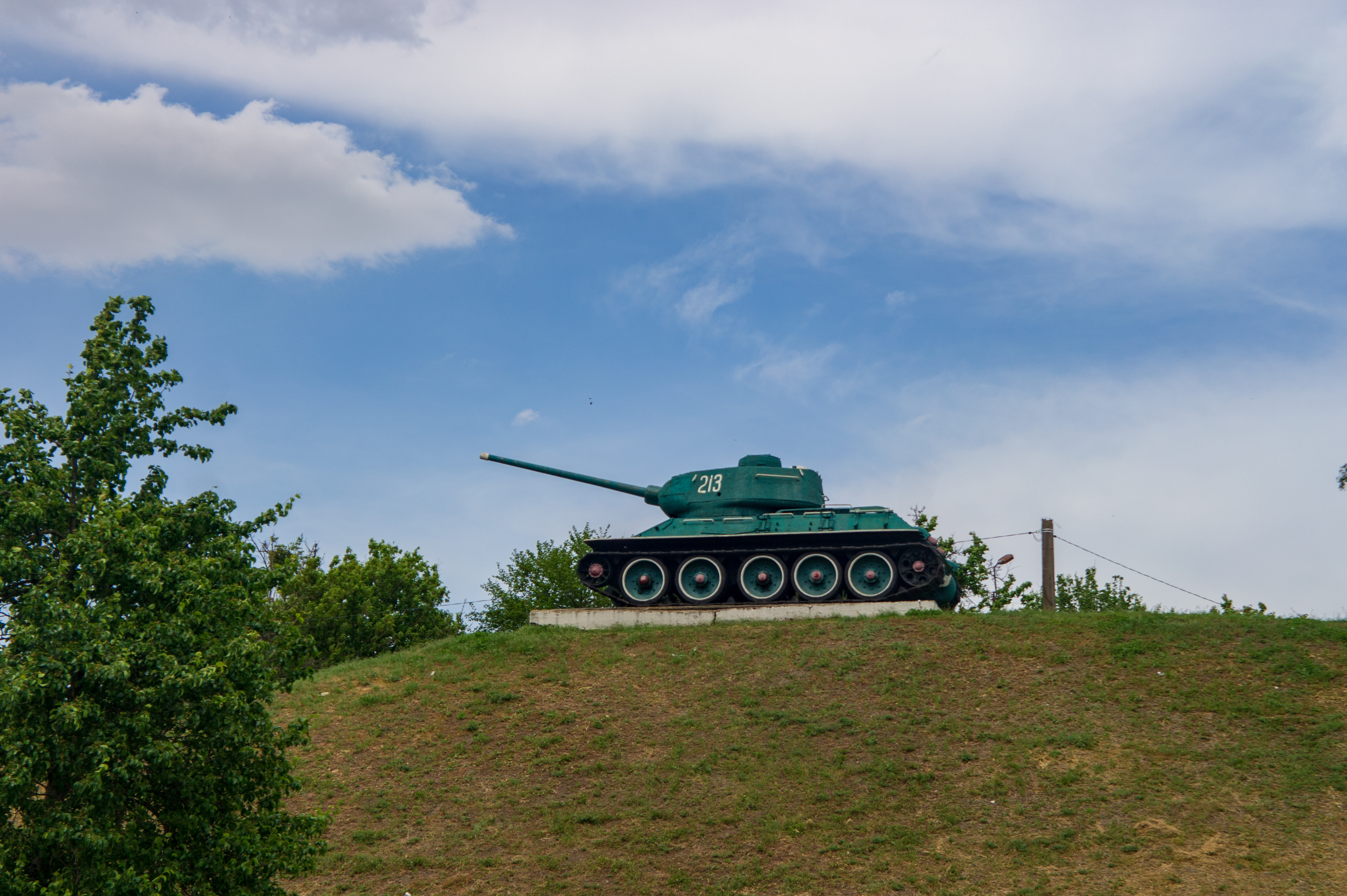
Танк Т-34
Свято-Михайлівська церква, 1861 р.
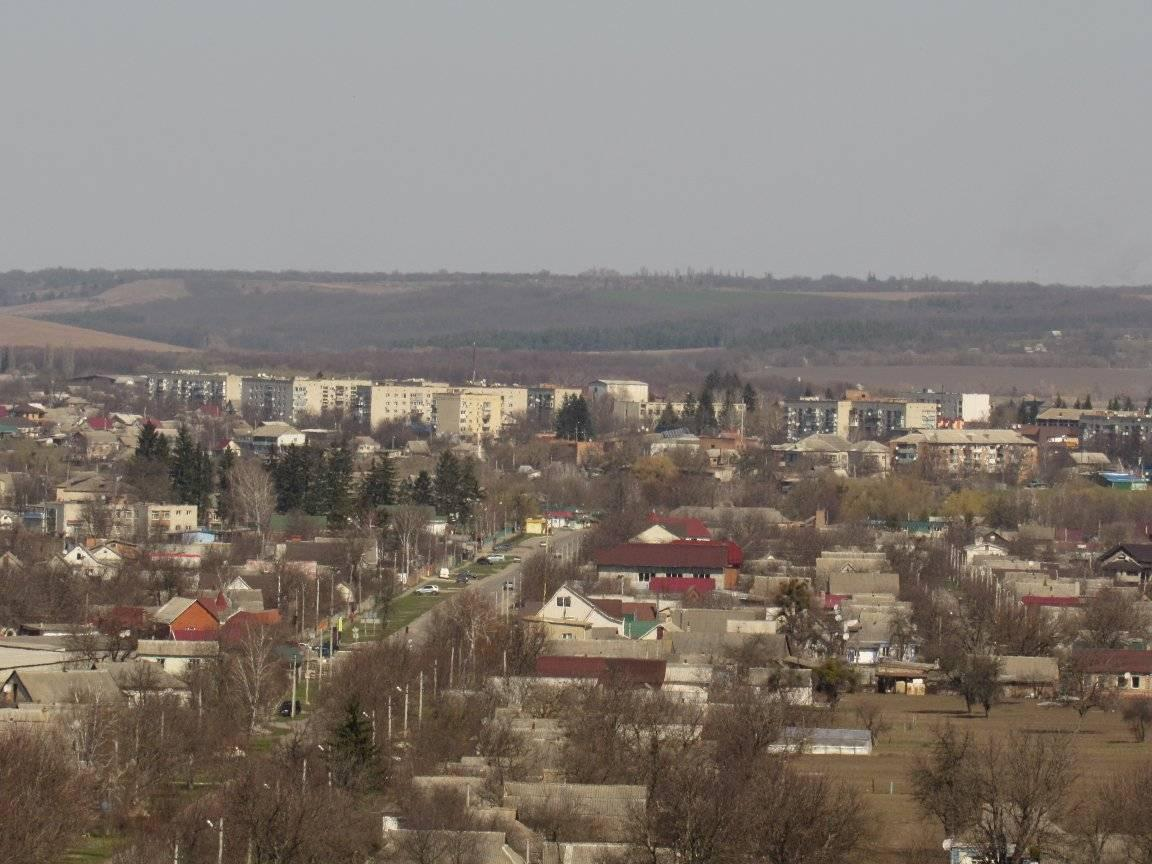
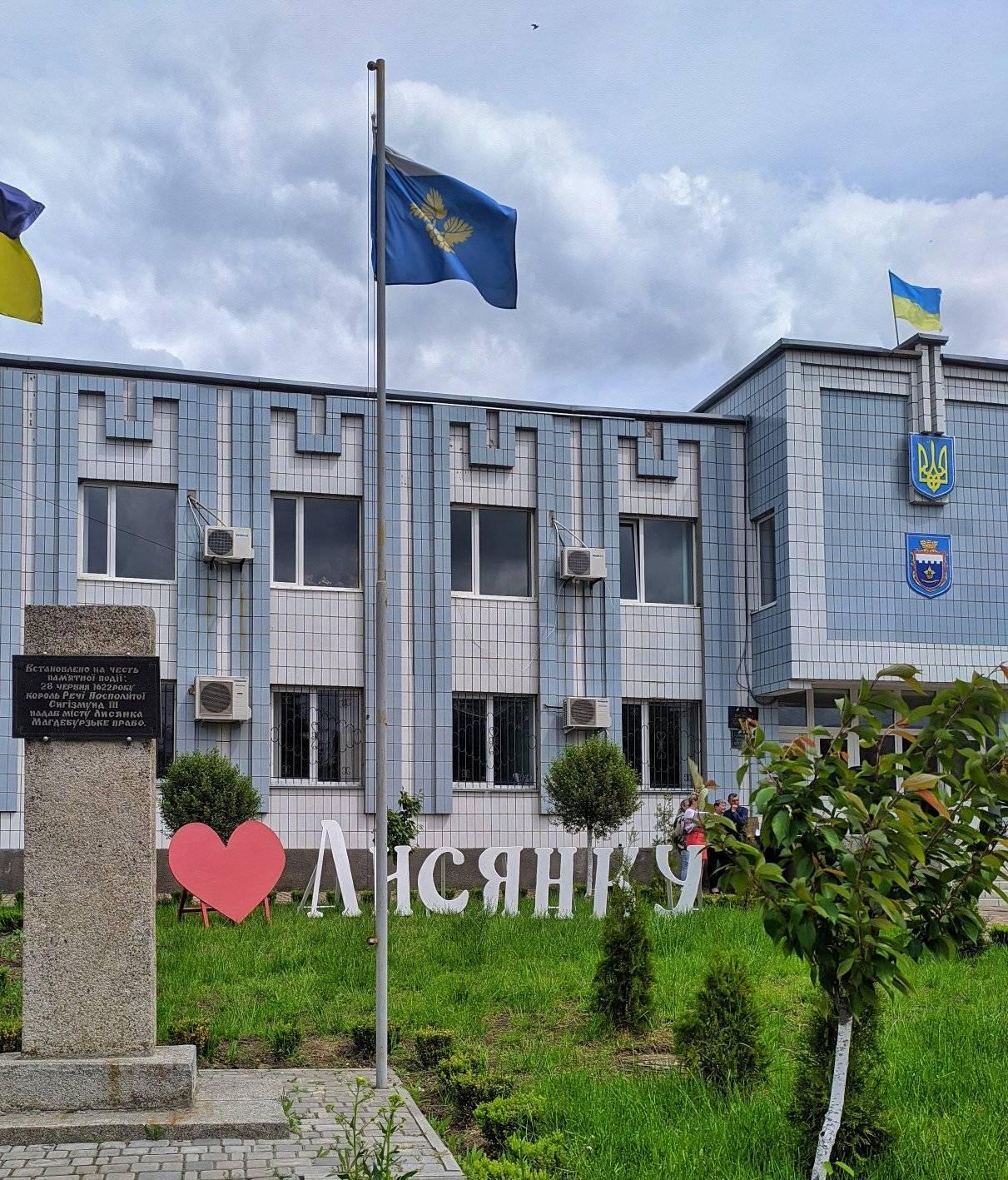
Селищна рада
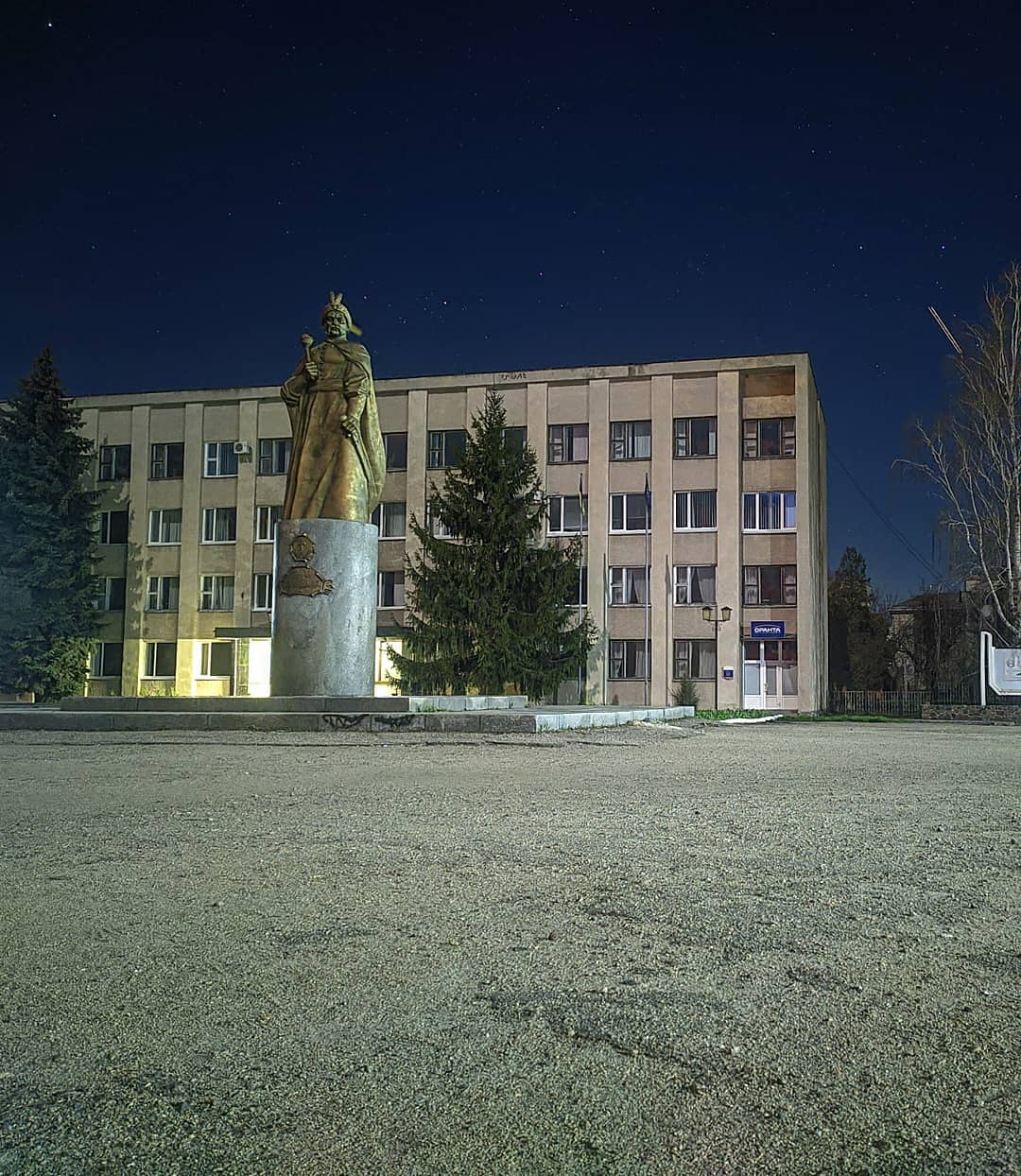
Площа Миру